# کشتی جنگی خصوصی

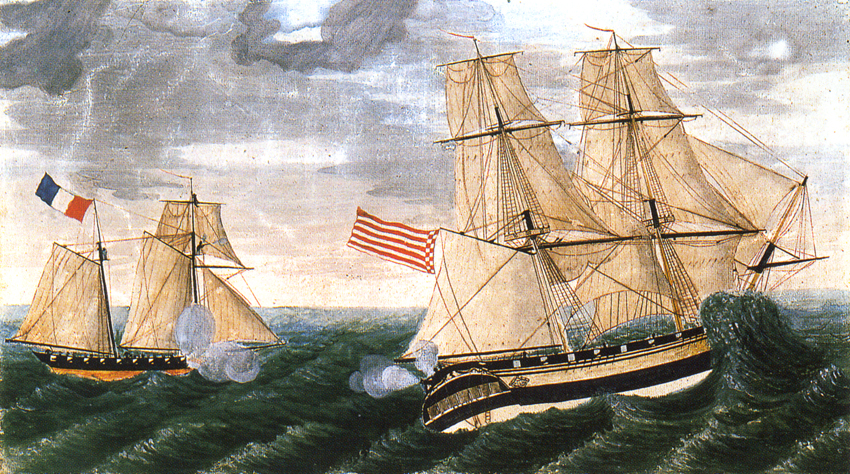
بریگ برمن - قرن 18

کشتی جنگی خصوصی (انگلیسی: Privateer) یک کشتی خصوصی است که توسط دولت در زمان جنگ برای حمله و تصرف کشتی‌های دشمن مجاز است. خصوصی سازی اساساً نوعی دزدی دریایی است که توسط دولت حمایت می‌شود و افراد خصوصی به عنوان دزدان دریایی تحت تحریم قانونی عمل می‌کنند. خصوصی‌ها معمولاً در قرن‌های ۱۶ تا ۱۹، به‌ویژه توسط قدرت‌های اروپایی مانند انگلیس، اسپانیا، فرانسه و هلند مورد استفاده قرار می‌گرفتند.
خصوصی سازی راهی برای دولت‌ها برای تکمیل نیروهای دریایی خود در زمان جنگ بود. خصوصی‌ها می‌توانستند با مصونیت نسبی در دریاهای آزاد عمل کنند، زیرا از طرف دولت خود مجاز به شرکت در جنگ دریایی علیه کشتی‌های دشمن بودند. آنها اغلب محموله‌های دشمن را می‌گرفتند یا توقیف می‌کردند و آن را برای سود می‌فروختند و بخشی از سود به خدمه خصوصی و بقیه به دولتی می‌رسید که اعمال آنها را مجاز می‌کرد. برخی اوقات از نیروهای خصوصی به عنوان جایگزینی برای ساخت و نگهداری نیروی دریایی بزرگتر استفاده می‌شد، زیرا خصوصی‌ها می‌توانستند به صورت خصوصی تأمین مالی شوند و اغلب برای دولت‌ها مقرون به صرفه تر بودند.
در حالی که خصوصی سازی در زمان انجام آن قانونی بود، اغلب تشخیص بین خصوصی‌ها و دزدان دریایی دشوار بود، زیرا بسیاری از خصوصی‌ها نیز در فعالیت‌های غیرقانونی شرکت می‌کردند و اقدامات دزدی دریایی علیه کشتی‌های غیر دشمن انجام می‌دادند. سرانجام در اوایل قرن نوزدهم به عنوان یک رویه از بین رفت، زیرا دولت‌ها بیشتر به نیروی دریایی ملی خود متکی شدند و توافق‌نامه‌های بین‌المللی برای منع دزدی دریایی ایجاد شد.